# La Serena (Hiszpania)
La Serena – comarca w Hiszpanii, w Estremadurze. Okręg znajduje się w  prowincji Badajoz. Stolicą comarki jest Castuera. Mieszka w niej 39 333 obywateli. Powierzchnia wynosi 2654 km².

## Gminy
Comarca dzieli się na 16 gmin i 7 podmiotów w ramach gmin:
- Benquerencia de la Serena
  - Helechal
  - La Nava
  - Puerto Hurraco
  - Puerto Mejoral
- Cabeza del Buey
  - Almorchón
- Campanario
  - La Guarda
- Capilla
- Castuera
- Esparragosa de la Serena
- Higuera de la Serena
- La Coronada
- Magacela
- Malpartida de la Serena
- Monterrubio de la Serena
- Peñalsordo
- Quintana de la Serena
- Valle de la Serena
- Zalamea de la Serena
  - Docenario
- Zarza Capilla